# Zaccaria (Michelangelo)
Il profeta Zaccaria (360x390 cm) venne affrescato da Michelangelo Buonarroti nel 1508 circa e fa parte della decorazione della volta della Cappella Sistina, nei Musei Vaticani a Roma, commissionata da Giulio II.

## Storia
Nel dipingere la volta, Michelangelo procedette dalle campate vicino alla porta d'ingresso, quella usata durante i solenni ingressi in cappella del pontefice e del suo seguito, fino alla campata sopra l'altare. Zaccaria quindi, che si trova immediatamente sopra la porta, fu una delle prime figure ad essere realizzata.
Prima del restauro la figura del profeta presentava numerose ridipinture, risalenti soprattutto all'intervento del XVIII secolo di Alessandro Mazzuoli. Ne esiste uno studio a carboncino della testa, però molto diverso nel profilo, nel Gabinetto dei Disegni e delle Stampe a Firenze.

## Descrizione e stile

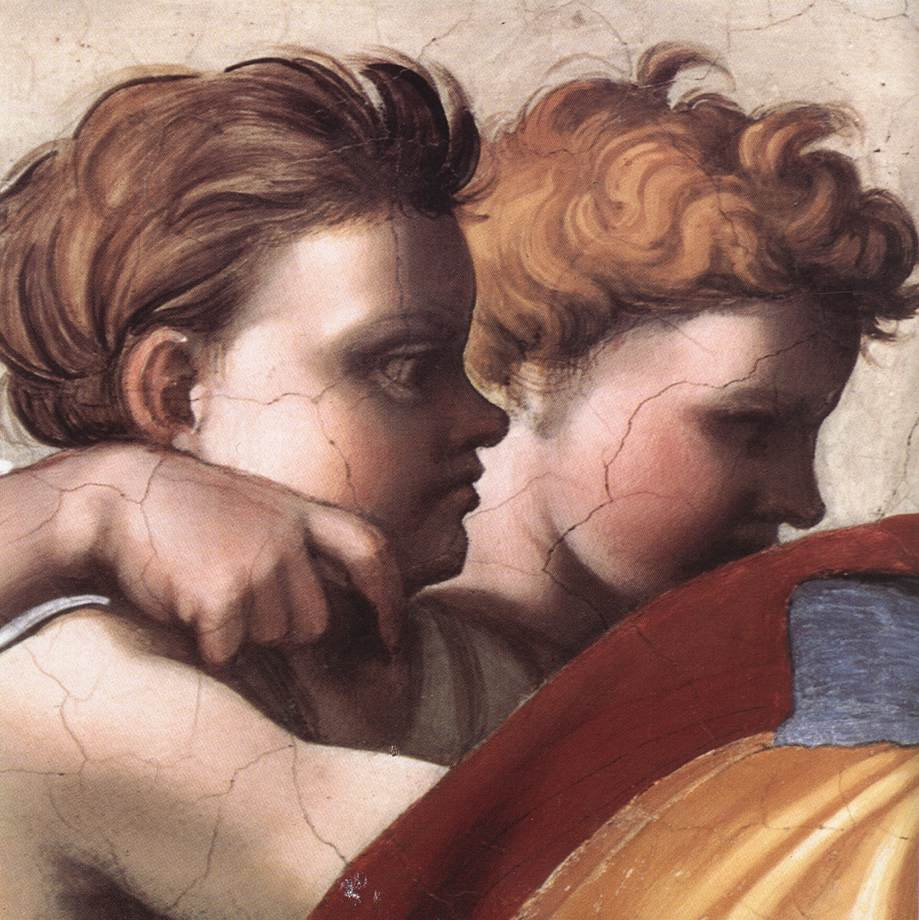
Dettaglio

Zaccaria fa parte della serie dei Veggenti, collocati su ampi troni architettonici sui peducci. Ognuno di essi è affiancato da un paio di giovani assistenti e sta in un grande scranno marmoreo, tra due plinti con finti altorilievi di putti a coppie, in varie posizioni. Il loro nome (in questo caso ZACHERIAS) è scritto in tabelle sotto la piattaforma che fa da base al trono: a parte quella di Zaccaria, sotto la quale campeggia lo stemma Della Rovere, ciascuna tabella è retta da un putto.
Zaccaria ha la parte superiore del busto e la testa di profilo, intento a sfogliare un grosso volume profetico, con un atteggiamento calmo e assorto che non ha il dinamismo di altre figure della stessa serie. La sua veste è giallo ocra, con un manto verde chiaro sulle gambe che, girando fino alla spalla, mostra la fodera rosso cremisi. Michelangelo fece alcuni piccoli pentimenti, riparati sia ad affresco (parte inferiore della manica), sia a "mezzo fresco" (ampliamento della tunica gialla vicino alla spalla e alla schiena), sia a secco con la tempera (sul collo). 
Alle sue spalle si trovano due fanciulli che guardano pure verso il volume, dipinti con morbidissime velature, particolarmente aggraziate nella capigliatura. Essi vennero eseguiti in una sola "giornata".
La presenza di Zaccaria sopra la porta si spiega con il suo ruolo di profeta per eccellenza della Settimana Santa ("Gerusalemme; ecco, il tuo re viene a te; egli è giusto e vittorioso, umile e montato sopra un asino": Zc 9, 9), ricollegandosi ai riti che si svolgevano in tale festività nella cappella, e quindi solennemente posto nel punto in cui il papa faceva il suo ingresso. Tale significato è ribadito dal profeta che si trova sul lato opposto, sopra l'altare, cioè Giona, che era comunemente indicato come prefigurazione del Cristo risorto per la sua salvezza dal ventre della balena dopo tre giorni.